# Noir Fleurir
Noir fleurir is een indie-band uit Japan. Ze zijn uit elkaar gegaan voor ze echt beroemd werden. Hun muziek bevat onder andere Spaanse invloeden.
De band bestond uit vier leden genaamd: Karen (gitarist), Kengo (basgitaar), Soushi (drummer) en Teru (zanger).
De band begon als DEFLOWER in 1998, na wat demotapes, waarvan de eerste twee werden gezongen door Sei die daarna uit de groep stapte, werden ze uiteindelijk 'ontdekt' door het label Key Party. Ze veranderden ook hun naam in Noir fleurir in die periode. In 2000 verscheen eerst het mini-album Millennium en daarna volgde een volledig album genaamd Deflower, dat samen uitgebracht werd met de single van dat album genaamd Omocha no Miisha. Het album en de single kregen beide redelijke media-aandacht, maar vooral toch in de Japanse indiescene zelf.
In 2001 volgde het tweede volledige album, For 10 years after, waarmee ze een nieuwe weg insloegen qua muziek: een mix van Gothrock met Spaanse invloeden en dance. Omdat het label problemen had werd het album onvoldoende gepromoot, hoewel ze juist met dit album buiten Japan bekend werden. In de loop van dat jaar werd duidelijk dat de band zou stoppen ofschoon ze op het punt stonden door te breken binnen de indiescene en ook wel de Japanse muziekmarkt. Er volgde dat jaar nog wel een nieuw album Kuroiki hana no sennenki. Het laatste album kwam eind zomer 2001 op de markt en niet veel later verscheen er de videoband met het laatste live-concert erop.